# O Predileto
O Predileto és una pel·lícula brasilera de 1975, del gènere dramàtic, dirigida per Roberto Palmari, amb un guió d'ell i Roberto Santos basat en la novel·la Totônio Pacheco, de João Alphonsus.

## Repartiment
- Jofre Soares.... Totônio Pacheco
- Susana Gonçalves.... Coló
- Othon Bastos
- Célia Helena
- Fernando Peixoto
- Wanda Kosmo
- João Carlos Ferreira
- Xandó Batista
- Ruthinéa de Moraes
- Abrahão Farc
- Maria Célia Camargo

## Premis i nominacions
Festival de Gramado (1976)
- Guanyador (troféu Kikito) a les categories

Millor pel·lícula
Millor actor (Joffre Soares)
Millor fotografia (Roberto Palmari)
Millor guió (Roberto Palmari i Roberto Santos)
- Guanyador (trofeu APCA) en categories

Millor pel·lícula
Millor actor secundari (Xandó Batista)
Millor escenografia (Hermínia Queiroz Telles)
- Guanyador (Premi Coruja de Ouro):

Millor actor (Jofre Soares)